# Thomas Solberg
Thomas Krokvik Solberg (Oslo, 25 gennaio 1970) è un ex calciatore norvegese, di ruolo difensore.

## Carriera

### Club
Solberg giocò con la maglia del Moss, prima di passare al Viking. Esordì per questa squadra in data 22 aprile 1995, subentrando ad Erik Pedersen nella vittoria per 6-0 sul Bodø/Glimt. Nel corso del 1999, passò agli scozzesi dell'Aberdeen. Nel 2002 tornò al Moss, dove concluse la carriera l'anno seguente, a causa di un infortunio al ginocchio.